# تای تزو-یینگ
تای تزو-یینگ (انگلیسی: Tai Tzu-ying؛ زادهٔ ۲۰ ژوئن ۱۹۹۴) بدمینتون‌باز اهل تایوان است. وی از سال ۲۰۰۹ میلادی تاکنون مشغول فعالیت بوده‌است.